# Philosophia Africana
Philosophia Africana ist eine internationale Zeitschrift für Philosophie mit Schwerpunkt Afrika. Sie wird von Kibujjo Kalumba, Ball State University, herausgegeben.
2002 wurde sie vom Council of Editors of Learned Journals als „Beste Neue Zeitschrift“ ausgezeichnet. Bis 2007 war der Philosoph Emmanuel Chukwudi Eze Chefredakteur.